# Coeliccia furcata
Coeliccia furcata är en trollsländeart som beskrevs av Hämäläinen 1986. Coeliccia furcata ingår i släktet Coeliccia och familjen flodflicksländor. IUCN kategoriserar arten globalt som otillräckligt studerad. Inga underarter finns listade i Catalogue of Life.